# Cheltenham
Cheltenham város az Egyesült Királyságban, Délnyugat-Angliában. Lakossága 116 ezer fő volt 2014-ben (borough).

## Demográfia
A lakosság etnikai megoszlása 2011-ben:
| Etnikum       | Százalék |
| ------------- | -------- |
| Fehér (brit)  | 87,5%    |
| Fehér (ír)    | 1%       |
| Fehér (egyéb) | 3,8%     |
| Keverék       | 1,5%     |
| Ázsiai        | 3,2%     |
| Kínai         | 1%       |
| Fekete        | 1%       |
| Egyéb         | 1%       |

## Híres szülöttei
- Catherine Fulton(wd) (1829–1919), új-zélandi nőjogi aktivista, társadalmi reformer és filantróp
- Clara Montalba (1840–1929), festő
- Edward Adrian Wilson (1872–1912), orvos és sarkkutató
- Gustav Holst (1874–1934), zeneszerző
- Ralph Richardson (1902–1983), színész
- Robert Hardy (1925–2017), színész
- Felicity Lott (* 1947), operaénekes
- Michael Edwards (* 1963), síugró és síelő
- Siân Rebecca Berry (* 1974) Angliai és Walesi Zöld Párt társelnöke
- Leon Taylor (* 1977), műugró
- Jared Wilson (* 1989) labdarúgó
- Eric Dier (* 1994), labdarúgó
- Zak O’Sullivan (* 2005), autóversenyző

## Sport

### Labdarúgás
- Cheltenham Town FC

## Fordítás
- Ez a szócikk részben vagy egészben  a   Cheltenham című angol Wikipédia-szócikk fordításán alapul.  Az eredeti cikk szerkesztőit annak laptörténete sorolja fel. Ez a jelzés csupán a megfogalmazás eredetét és a szerzői jogokat jelzi, nem szolgál a cikkben szereplő információk forrásmegjelöléseként.